# Lou!
Lou! è una serie a fumetti francese di Julien Neel originariamente edita sulla rivista Tcho! e poi dalla Glénat. La prima edizione, iniziata nel 2004 e terminata nel 2018, è composta da otto volumi. Nel 2020 e nel 2023 vennero editi gli unici due volumi della seconda edizione, intitolata Lou! Sonata.
Il fumetto narra le vicende, ambientate in una città fittizia, di una ragazza vivace e creativa di nome Lou e di sua madre. Lou ha un'amica di nome Mina, che conosce da quando erano all'asilo ed è innamorata di Tristan, il bambino che abita nel palazzo accanto al suo.

## Altri media

### Cinema
Il film Lou! Journal infime (2014), diretto dal creatore della serie Julien Neel, è una trasposizione con attori in carne ed ossa della serie a fumetti Lou!

### Serie d'animazione
Da Lou! venne tratta una serie animata, trasmessa su M6 e Disney Channel e composta da 52 episodi.